# 斯托姆·瑞德
斯托姆·瑞德（英語：Storm Reid，2003年7月1日—）是美国女演员。她先後出現於电视电影《A Cross to Bear》（2012）以及出演了年代剧电影《为奴十二年》（2013），从而首次亮相。她因主演超级英雄电影《念力魔童》（2016）而获得认可，她随后凭借奇幻电影《時間的皺摺》（2018年）取得突破，并因此获得青少年选择奖奇幻电影女演员和全国有色人种协进会形象奖电影中杰出突破角色之提名。
瑞德出演了惊悚片《別放手》（2019），还出演了广受好评的Netflix迷你剧《別人眼中的我們》（2019）和恐怖片《隐形人》（2020）。她目前出现在HBO剧集《亢奋》（2019至今）中，并在超级英雄电影《自杀小队》（2021）中扮演次要角色。2020年，瑞德获得BET YoungStars Award的獎項提名。此後，她主演了懸疑驚悚片《网络谜踪2》（2023），並將出現在HBO改編自2013年同名電子遊戲《最後生還者》的系列劇中。